# Toyohira, Sapporo
Toyohira (豊平区 Toyohira-ku) là quận thuộc thành phố Sapporo, phó tỉnh Ishikari, Hokkaidō, Nhật Bản. Tính đến ngày 1 tháng 10 năm 2020, dân số ước tính của quận là 225.298 người và mật độ dân số là 4.900 người/km2. Tổng diện tích của quận là 46,23 km2.

## Giao thông

### Đường sắt
- Tàu điện ngầm đô thị Sapporo
  - Namboku: Nakanoshima - Hiragishi - Minami-Hiragishi
  - Tuyến Tōhō: Gakuen-Mae - Toyohira-Kōen - Misono - Tsukisamu-Chūō - Fukuzumi

### Đường bộ
- Quốc lộ 36